# Il corno di capra
Il corno di capra (in bulgaro Козият рог?, Kozijat rog) è un film del 1972 diretto da Metodi Andonov.